# IC 1987/1
IC 1987/1 је елиптична галаксија у сазвијежђу Мрежица која се налази на листи објеката дубоког неба у Индекс каталогу.
Деклинација објекта је - 55° 3' 33" а ректасцензија 3h 40m 11,5s. Привидна величина (магнитуда) објекта IC 1987 износи 14,9 а фотографска магнитуда 15,9. IC 19871 је још познат и под ознакама ESO 156-4, PGC 13502.